# كأس أفضل صانع قهوة

كأس أفضل صانع القهوة هي مسابقة لعرض مهارة وحرافية صنع وتنقية القهوة يدويا، لدعم صنع القهوة يدويا وجودة تقديمها ، يأتي المتسابقين من جيع أنحاء العالم للمنافسة في مالبورن، أسترالية وهذا يحدث بعد أن يكون النافس قد فاز بتاج بلده ليمثلها.
تكون المسابقة بين 23مايو ال 26 من نفس الشهر. يقوم المتنافسين بتقديم ثلاث مشاريب مختلفة للحكام. تتكون المسابقة من مرحلتين: يطلب منهم في الأولي أن يقدم طلبين أحدهم ألزامي والآخر من أختيارهم. الطلب الألزام يتطلب تحضير قهوة من حبوب توفرها لهم اللجنة. و الأختياري يكون لهم أختيار قهوتهم وعليهم تقديمها بشكل مميز. يتم آختيار 6 مشتركيين أصحاب أعلي تقيم لينافسوا في المرحلة الأخيره والفائز يلقب بلقب أفضل صانع قهوة. مسابقة عام 2017 كانت في بودابست